# Festival da Ciência de Gotemburgo
O Festival da Ciência de Gotemburgo – em sueco Vetenskapsfestivalen – é um evento anual de divulgação popular da ciência, realizado desde 1997 em Gotemburgo, na Suécia. Este conjunto de atividades é dirigido ao público em geral e às escolas em particular, tendo por objetivo apresentar a ciência de forma acessível e interessante, e estimular o interesse pela investigação e pelos estudos superiores. 
É visitado e participado anualmente por cerca de 70 000 pessoas. É patrocinado por várias instituições, entre as quais a Região Västra Götaland, o Município de Gotemburgo, a Universidade de Gotemburgo e a Universidade Técnica Chalmers. É membro da European Science Events Association.

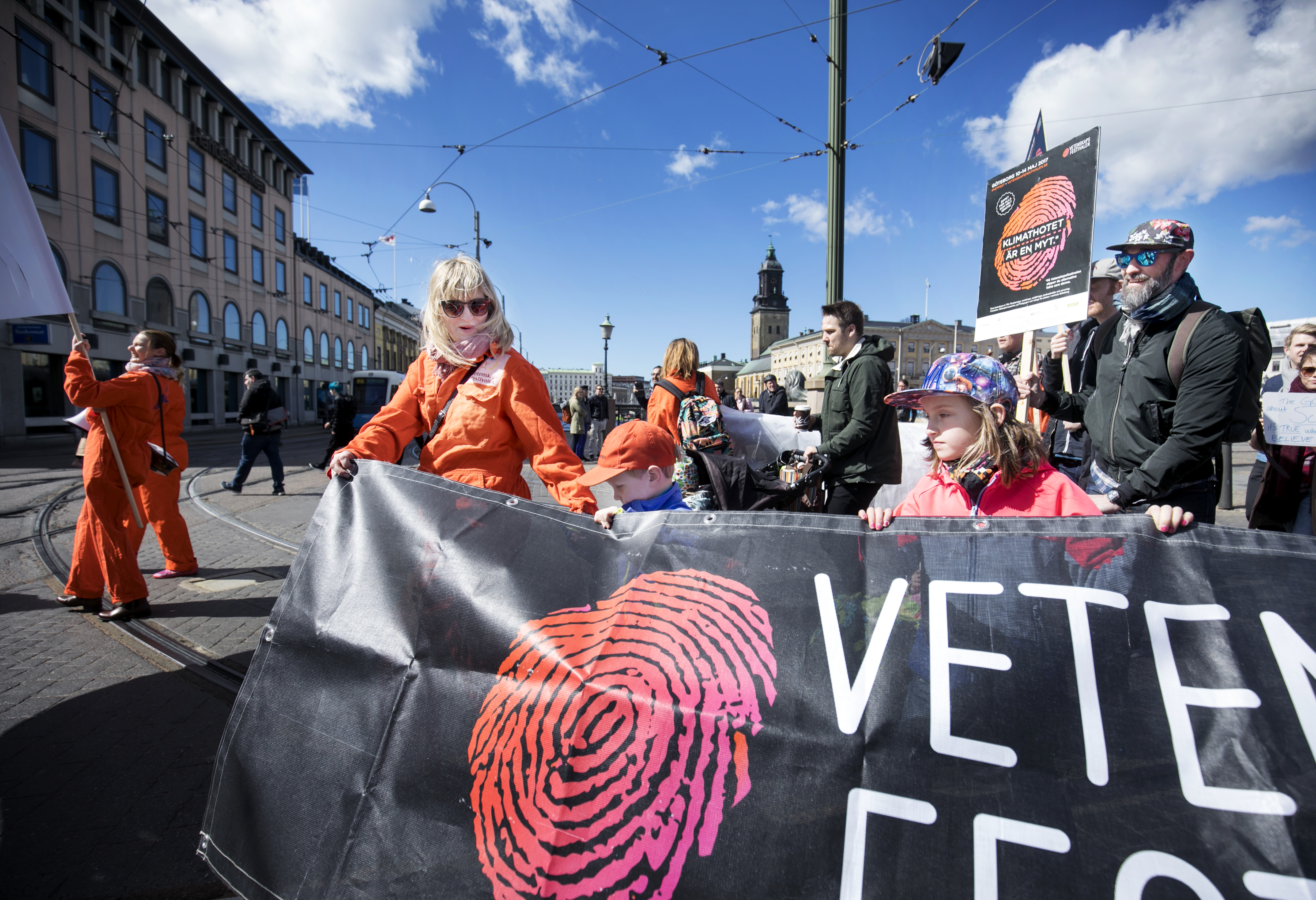
Marcha pela ciência, Festival da Ciência de Gotemburgo, 2017.

## Festival da Ciência de 2011
- Tema: A criatividade
- Data: 
  - 10-15 de maio - Público em geral
  - 3-13 de maio - Escolas
  - 10-14 de maio - Ramo profissional
- Locais principais:
  - Pedagogen - Escola Superior de Educação de Gotemburgo
  - Nordstan - O maior centro comercial da cidade